# زاك إرتز
زاكاري آدم إرتز ولد يوم 10 نوفمبر سنة 1990 هو لاعب كرة القدم الأمريكية لاعب حر. تمت صياغته من قبل فيلادلفيا إيقلز في الجولة الثانية من مسودة NFL 2013 وفاز لاحقًا بـ سوبر بول LII مع الفريق. لعب كرة القدم الجامعية في جامعة ستانفورد، حيث تم الاعتراف به بإجماع جميع الى